# Karthan
Karthan ist ein bewohnter Gemeindeteil der Stadt Bad Wilsnack vom Amt Bad Wilsnack/Weisen im Landkreis Prignitz in Brandenburg.

## Geographie
Der Ort liegt vier Kilometer nordnordwestlich von Bad Wilsnack. Die Nachbarorte sind Uenze im Norden, Ponitz und Groß Werzin im Nordosten, Grube im Osten, Sigrön und Haaren im Südosten, Bad Wilsnack im Süden, Groß Lüben im Südwesten sowie Jackel im Westen.

## Geschichte
Der Name Karthan tauchte erstmals im Jahr 1239 in Form des Personennamens „hinrichus de Cartane“ auf. Der Ort wurde 1451 erstmals urkundlich erwähnt, damals unter dem Namen „Carthane“. Der Ort wurde nach der durch ihn fließenden Karthane benannt. Der Name des Flusses stammt aus dem Slawischen und bedeutet vermutlich „kurz“.
Auf 1574 datiert der Aufbau eines Hofes, durch die Familie von Quitzow-Kletzke, die in der Umgegend mehrere Güter besaß. 1588 entstand daraus ein gutsherrliches Vorwerk, 1671 eine Schäferei. Via Erbpacht wurde 1721 der Neubau einer Mühle auf der Gemarkung der wüsten Wassermühlenstelle geregelt. 1745 ist ein Rittersitz in Karthan genannt, bisher ohne nähere wissenschaftliche Erkenntnisse. Mitte des 19. Jahrhunderts bestand dieses Gutsareal, ohne Bestätigung eines kreistagsfähigen Rittergutes. 1908 erwarb dies die Familie von Kleist das kleine örtliche Forstgut. Geleitet wurde der Forstbetrieb von einem Oberförster. Gutsinhaber war Ewald Freiherr von Kleist (1868–1938), verheiratet mit Vera von Gonzenbach (1873–1918), und nach deren Tod mit Marie von Buch, geborene von Kleist (1872–1963). Ewald von Kleist war ein Sohn des Generals Karl Ernst von Kleist und selbst aktiver Offizier, lebte aber teils in der Schweiz, wurde dort Präsident der deutschen Handelskammer. Bei einem Staatsbesuch des Kaisers dort ernannte ihn dieser zum Kammerherrn. In Deutschland war Kleist zu Beginn der 1930er Jahre im Aufsichtsrat in Unternehmen in Berlin und Köln-Mülheim. 1928 hatte sein Forstgut Karthan einen Umfang von 1096 ha. Gutserbin wurde 1938 die zweite Tochter aus erster Ehe, Mary-Olga (1903–1989), Hochzeit 1923 in Karthan mit dem Leutnant a. D. und Kunsthändler Ernst Graf von Pourtales (1897–1969), der mit Gutsbesitz in Schlesien ausgestattet war. Hauptwohnsitz der Familie bis über 1942 hinaus blieb Karthan. Mary-Olga Gräfin Pourtales lebte nach der Bodenreform 1945/46 in Bayern. Die Familie unterstützte frühzeitig das Kleist-Museum in Frankfurt/Oder und die alte 1920 gegründete Kleist-Gesellschaft.
Karthan gehört seit jeher zur Stadt Bad Wilsnack. Am 25. Juli 1952 wurde sie dem damals neu gebildeten Landkreis Perleberg im Bezirk Schwerin zugeordnet, vorher gehörte der Gemeindeteil zum Landkreis Westprignitz. Nach der Wende wurde Karthan im Zuge der brandenburgischen Kreisreform im Dezember 1993 dem Landkreis Prignitz zugeordnet. Karthan liegt im Amt Bad Wilsnack/Weisen.

## Sekundärliteratur
- Anneliese Bretschneider: Die brandenburgische Sprachlandschaft. Zur Geschichte und Gliederung (mit Einschluss von Berlin), in: Deutsche Wortforschung in europäischen Bezügen, Band 7, Verlag Schmitz, Gießen 1981, S. 297 f. ISBN 3-87711-043-6.
- Slavische Ortsnamen der Prignitz, in: O. Vogel: Wissenschaftliche Beilage zum XLII. Jahresbericht des Königlichen Realgymnasiums zu Perleberg 1904. Progr. Nr. 119, Ferdinand Mancke, Perleberg 1904,  S. 32.